# Renzo Manzoni
Pour les articles homonymes, voir Manzoni.
Lorenzo Manzoni dit Renzo Manzoni, né le 26 août 1852 à Brusuglio (it) et mort le 17 mai 1918 à Rome, est un explorateur italien.

## Biographie
Fils de Pietro Luigi Manzoni (it) et de Giovanna Visconti, il est le neveu d'Alessandro Manzoni.
Il passe son adolescence dans la maison de son grand-père paternel, jusqu'à sa mort en 1873 Au début de la vingtaine, il suit Giulio Adamoli dans l'une de ses expéditions au Maroc, subventionné en cela par le sénateur Pietro Brambilla (it), son beau-frère. Au cours de cette période, il apprend l'arabe et réalise de nombreux reportages photographiques sur le Maroc. Il reprend en 1877 l'expédition dans le Choa à la suite d'Antonio Cecchi qui avait renoncé, l'année précédente. Son voyage au Yémen durera jusqu'en 1880. Il demeure alors à Sanaa dont il est le premier à donner une description des hautes maisons à plusieurs étages. Sa santé se dégradant, il doit finalement rentrer en Italie.
Installé à Rome en 1882, il publie en 1884 le rapport Tre anni nell'Arabia Felice. A partir de ce moment, il mène une existence obscure. Il critique néanmoins la politique d'expansion coloniale italienne menée par Francesco Crispi avec le soutien de la Société géographique italienne, notamment après la défaite d'Adoua le 1er mars 1896.
Il meurt à Rome le 17 mai 1918.

## Hommage
Le Compsobuthus manzonii, une espèce de scorpions, a été nommée en son honneur.